# Molla Veli Vidadi
Molla Veli Vidadi (en azéri : Molla Vəli Vidadi ; né le 17 mars 1709 à Chamkir, principauté du Karabakh et mort le 13 mai 1809 à İkinci Şıxlı (en), province géorgienne) est un poète azerbaïdjanais du XVIIIe siècle.

## Biographie
Molla Veli Vidadi est né à Chamkir, où se déroulent l'enfance et la jeunesse du poète. Son père, Mohammad Agha, était l'un des hommes les plus avancés et les plus éduqués de son temps. Mohammad Agha est un descendant du sultan Hamza, qui a vécu en Iran pendant la période safavide. Ayant grandi dans une telle famille, Vidadi reçoit une éducation parfaite dès son enfance. Après la mort de son père, il quitte Chamkir et s'installe à Gaza.
Il poursuit ses études à Poylu. Il parle couramment l'arabe et le persan. Le poète revient dans son village natal de Şıxlı, où il travaillé comme commis, secrétaire et à l’école. Mollah Veli Vidadi habite dans le khanat du Karabakh pendant un certain temps, sert dans le palais d'Héraclius à Tbilissi (Géorgie), mais est arrêté pour des raisons inconnues, et après sa libération, il retourne à Şıxlı et y reste jusqu'à la fin de sa vie. Le mollah Vali Vidadi était un contemporain, ami et parent du mollah Panah Vaguif. 

## Héritage et œuvres
Peu de parties de l'héritage de M. V. Vidadi sont connues. Le chagrin et le désespoir résultant de l'oppression féodale, le chaos de la période du khanat et les plaintes concernant la solitude morale sont les principaux motifs de l'œuvre de Molla Veli Vidadi. Par le décret du Cabinet des ministres de la République d'Azerbaïdjan no 211 du 7 mai 2019, les œuvres de Molla Veli Vidadi sont incluses dans la liste des auteurs dont les œuvres sont déclarées propriété de l'État en République d'Azerbaïdjan. Les paroles d'amour et d'humanité dans l'histoire de la littérature azerbaïdjanaise du XVIIIe siècle, son œuvre Tragédie, écrite sur un thème historique, se distinguent par leur contenu idéologique et leur beauté artistique.
- Œuvres (préf. A. Safarli, textes compilés par Hamid Arasli), Maison d'édition Onder, 2004, 126 p..
- Travaux (préf. Hamid Arasli), Est-Ouest, 2004, 261 p..